# Robbe Dhondt
Robbe Dhondt (Zottegem, 25 juni 2004) is een Belgisch wielrenner.

## Carrière
Als eerstejaars junior, in 2021, won Dhondt het jongerenklassement in de Ronde van Valromey. Later dat jaar werd hij onder meer vijfde in een etappe in de Saarland Trofeo. In 2022 won hij de slotrit van de Gipuzkoa Klasika en werd hij vierde in de wegwedstrijd op het Europese kampioenschap. Datzelfde jaar raakte hij betrokken bij een trainingsongeval, waar hij een langdurige knieblessure aan overhield. Ondanks zijn blessure maakte hij als eerstejaars beloften de overstap naar Development Team DSM, waar hij dat seizoen tot slechts enkele koersdagen kwam. In zijn tweede seizoen bij de ploeg werd hij enkele keren opgeroepen voor de hoofdmacht. Zo reed hij onder meer de Brabantse Pijl en de Ronde van de Alpen.
In 2025 werd Dhondt prof bij Team Picnic PostNL, dat hem na twee seizoenen overhevelde vanuit hun opleidingsploeg. Zijn debuut in de World Tour volgde in maart, toen hij aan de start stond van de Strade Bianche.

## Overwinningen
2021
Jongerenklassement Ronde van Valromey
2022
2e etappe Gipuzkoa Klasika

## Ploegen
- 2023 –  Development Team dsm-firmenich[a]
- 2024 –  Development Team dsm-firmenich PostNL
- 2025 –  Team Picnic PostNL